# Crucianella ciliata
Crucianella ciliata är en måreväxtart som beskrevs av Jean-Baptiste de Lamarck. Crucianella ciliata ingår i släktet Crucianella och familjen måreväxter. Inga underarter finns listade i Catalogue of Life.